# La Ferme Glebe
La ferme Glebe est une peinture de paysage réalisée en 1830 par l'artiste britannique John Constable. Il montre une vue de la ferme Glebe dans le village de Langham dans l'Essex sur la rivière Stour dans ce qui est maintenant connu sous le nom de « Constable Country ». Constable semble avoir été inspiré pour peindre cette œuvre par la mort de son mécène, l'évêque de Salisbury, en 1825. L'évêque avait été recteur de Langham dans les années 1790 lorsque Constable l'a rencontré pour la première fois.
Constable a exposé une première version du tableau à la British Institution en 1827. Aujourd'hui, l'œuvre se trouve à la Tate Britain à Pimlico après avoir été offerte par la famille de l'artiste en 1888. Le tableau de 1827 se trouve au Detroit Institute of Arts.